# Humberto Abarca
Humberto Abarca Cabrera; (Pampa Unión, 14 de marzo de 1909-Santiago, 2 de junio de 1976). Fue un obrero, soldador y dirigente comunista chileno. Hijo de José Abarca y Margarita Cabrera. Contrajo matrimonio el 1 de agosto de 1943 con Olga Elena Díaz Abarca.
Estudió en la ciudad de Antofagasta. Se desempeñó como obrero y soldador al arco; trabajó en Chuquicamata desde que tenía 12 años, iniciándose como mensajero. Se mantuvo allí hasta 1930. Luego se trasladó a la Oficina salitrera María Elena, donde permaneció hasta 1932.
Militó en el Partido Comunista, del cual fue secretario general y miembro de la comisión política del Comité Central del Partido.
Fue deportado a la Isla Mocha por el gobierno de Carlos Dávila Espinoza. A su retorno, dirigió la Juventud Comunista, se trasladó a Coquimbo, donde se destacó como dirigente sindical. 
Fue detenido en varias oportunidades y a causa de la celebración del Congreso de la Federación Obrera de Chile, fue condenado a 5 años de cárcel, más tarde fue amnistiado.
Fue elegido Diputado por la 4ª agrupación departamental correspondiente a las comunas de La Serena, Coquimbo, Elqui, Ovalle, Combarbalá e Illapel (1941-1945). Integró la comisión permanente de Hacienda. Reelecto por la misma agrupación (1945-1949), integró la comisión permanente de Relaciones Exteriores.
Dirigente de la Federación Industrial de Obreros Metalúrgicos. Fue jugador y dirigente del Club Deportivo Lusitania. 
Como encargado electoral, fue responsable de la participación del PC en las elecciones parlamentarias de 1949, en plena clandestinidad. Los resultados fueron desfavorables y perdió toda influencia al interior de su partido. Debió dejar todos sus cargos y, al perder su carácter de funcionario, se vio obligado a salir de la clandestinidad, lo que permitió que fuera detenido por la Policía Política. En 1950 se dedicó a trabajar como chofer de microbús.
Se alejó del Partido Comunista, acercándose al posiciones pro-chinas. Fue secretario general del Instituto Chileno-Chino.